# Världsmästerskapen i bågskytte 1987
Världsmästerskapen i bågskytte 1987 arrangerades i Adelaide i Australien i mars 1987.

## Medaljsummering

### Recurve
| Event                          | Guld                    | Silver                 | Brons           |
| Herrarnas individuella tävling | Vladimir Jesjejev (URS) | Andreas Lippoldt (FRG) | Jay Barrs (USA) |
| Damernas individuella tävling  | Ma Xiangjun (CHN)       | Wang Hee-Kyung (KOR)   | Yao Yawen (CHN) |
| Herrarnas lag                  | Västtyskland            | USA                    | Kina            |
| Damernas lag                   | Sovjetunionen           | Sydkorea               | Frankrike       |

### Medaljtabell
| Pl. | Nation        | Guld | Silver | Brons | Totalt |
| --- | ------------- | ---- | ------ | ----- | ------ |
| 1   | Sovjetunionen | 2    | -      | -     | 2      |
| 2   | Västtyskland  | 1    | 1      | -     | 2      |
| 3   | Kina          | 1    | -      | 2     | 3      |
| 4   | Sydkorea      | -    | 2      | -     | 2      |
| 5   | USA           | -    | 1      | 1     | 2      |
| 6   | Frankrike     | -    | -      | 1     | 1      |